# 2025년 북인도양 저기압
이 문서에서는 2025년 북인도양에서 발생한 열대저압부들의 활동에 대해 기록하고 있다.
| 이전 2024년 | 열대저압부 정보 2025년 | 다음 2026년 |

## 같이 보기
- 2025년 북인도양 사이클론
- 2025년 북서태평양 열대저압부
- 남서인도양 사이클론: 2024-2025, 2025-2026
- 호주 근해 사이클론: 2024-2025, 2025-2026
- 남태평양 사이클론: 2024-2025, 2025-2026